# Gramática da língua alemã
Este artigo descreve a gramática alemã, especialmente aqueles traços que são característicos especificamente da língua alemã em comparação a outras línguas.
O alemão (Deutsch - [dɔʏ̯tʃ] ) é uma língua flexional, como o latim, ou seja, as relações gramaticais entre as palavras são expressas por meio de afixos e, em parte, por meio da flexão do radical.  Sendo assim, as possibilidades de posicionamento dos elementos na frase se tornam mais flexíveis, sobretudo se comparamos o alemão a línguas não flexionais (inglês, Chinês), e essa flexibilidade de posicionamento na frase é mais evidente no meio-campo (Mittelfeld), ou seja, aquilo que se encontra no parêntese verbal, constituído, grosso modo, pelo começo da sentença (Vorfeld) e seu final (Nachfeld).
- "Der Junge hat seinem Bruder die CD mitgebracht."
- "Der Junge hat die CD seinem Bruder mitgebracht."
- "Seinem Bruder hat der Junge die CD mitgebracht."

Todos os exemplos acima têm o mesmo significado (O jovem trouxe o CD ao seu irmão), no entanto a flexibilidade possível no eixo sintagmático permite essa movimentação.
A parte flexionada do predicado pode ser realizada em primeira posição (imperativo, frase interrogativa, condicional sem conjunção), segunda posição (frase afirmativa, frases com pronome interrogativo) ou última posição (frase subordinada):
- "Bring mir die CD mit!" (Traz-me o CD!)
- "Bringst du mir die CD mit?" (Tu me trazes o CD?/Trazes-me o CD?)
- "Ich bringe dir die CD mit!" (Eu trago o CD para ti/ Eu trago-te o CD!)
- "Wer bringt mir die CD mit?" (Quem me traz o CD?/ Quem traz o CD para mim?)
- "…weil ich dir die CD mitgebracht habe." (… porque eu te trouxe o CD/…). Note-se o verbo finito na última posição nesse último exemplo de uma frase subordinada.
- "Bringst du mir die CD, dann höre ich die Lieder!" (Se você trouxer o CD pra mim, eu ouço as canções). Nesse caso uma conjunção poderia estar na primeira posição „Wenn du mir die CD bringst, dann höre ich die Lieder!". Em sua ausência o verbo finito assume a posição na frase.

O alemão tem um parêntese verbal que se constitui do verbo flexionado (finito) e do verbo não-flexionado (forma infinita qualquer), como "hat… gesagt" e "will… spielen". Quando algo deve ser enfatizado, o posicionamento dos elementos na frase é mudado, geralmente com o conteúdo mais importante sendo deslocado para o começo da frase:
No alemão há quatro casos e dois números, além de um sistema de gêneros (masculino, feminino e neutro). Os gêneros dos artigos e adjetivos se orientam pelo gênero do substantivo. É uma língua que se caracteriza pela possibilidade de se formar palavras compostas (Haus + Tür = Haustür). Nesses casos o gênero da nova palavra será o mesmo que o da última palavra, portanto "Die Haustür".
No sistema fonético o alemão dispõe de 16 vogais e 4 ditongos, bem como de 20 consoantes (sem as africadas pf, ts).
A ortografia leva em conta características como estrutura silábica (marcação de vogais curtas), assim como preservação da origem das palavras ("Weges" portanto também "Weg" em vez de "Wek". A consoante surda "k" no último exemplo corresponderia à real pronúncia, já que no alemão-padrão não existem consoantes sonoras no final de uma sílaba).

## Substantivo/Nomes

### Número
O alemão distingue entre singular e plural nas formas dos substantivos, adjetivos, artigos e pronomes.
No caso dos nomes o plural pode ser marcado por:
- acréscimo de um sufixo
- variação de uma vogal (Umlaut, o trema)
- por ambos os modos acima

Ver abaixo declinação

### Gênero
O alemão tem três gêneros:
- masculino (Maskulinum; männliches Geschlecht)
- feminino (Femininum; weibliches Geschlecht)
- neutro (Neutrum; sächliches Geschlecht)

Ainda que não haja regras propriamente ditas, observam-se certas regularidades na classificação dos gêneros com relação às terminações das palavras. Sendo assim, os substantivos terminados em "-e" são, na maioria, femininos. Importante exceção vêm a ser os substantivos terminados em "-e" que caracterizam seres masculinos, como, por exemplo, "Der Name" (o nome) ou então "Der Bote" (o mensageiro). Adjetivos e verbos substantivados são, geralmente, neutros, por exemplo "das Lesen" (melhor traduzido como leitura, mas pode ser traduzido por "o ler", ou seja, o ato da leitura). Os substantivos que terminam com -keit , -schaft, -ion, -ät, -ung  e -heit, geralmente são do gênero feminino. As sílabas diminutivas finais -chen e -lein tornam todos os substantivos neutros. Curioso é o fato de o gênero natural (o sexo) e o dos substantivos poderem ser diferentes, como, por exemplo: "das Mädchen" ("a menina", neutro no gênero gramatical e feminino no gênero natural), "das Weib" ("a mulher"), "die Tunte" ("o maricas", br. "o veado").
No plural, a diferenciação entre os gêneros é marcada com o pronome definido "die" tanto para o plural masculino quanto para o plural feminino, em contraste com a maioria das línguas românicas, como o português.

### Caso
Distinguem-se entre si quatro casos:
1. Caso – nominativo – (pergunta: quem ou o quê?) (sujeito, principalmente; predicativo) „Der Mann ist Bäcker" (O homem é padeiro)
2. Caso – genitivo – (pergunta: de quem?) (predicativo) „Claudias Tasche" (Bolsa da Cláudia); „Wir gedenken der Toten" (Nós nos recordamos dos mortos); „kraft seines Scharfsinns" (em virtude de sua sagacidade) / „der deutschen Sprache mächtig" (domínio da língua alemã).
3. Caso – dativo – (pergunta: a quem, para quem) (objeto indireto) "jemandem das Buch geben"
4. Caso – acusativo – (pergunta: quem ou o quê?) (objeto direto) „ein Buch verschenken" (dar um livro), „einen Vertrag abschließen" (fechar um contrato).

De uma forma geral, podemos dar o seguinte exemplo: 
- "Der Mann (1) der Firma (2) hat mir (3) einen Wagen (4) gegeben".
- "O homem (1) da empresa (2) me deu (3) um carro (4)". 
- Sujeito (1) predicativo (2) objeto indireto (3) objeto direto (4). 
- Quem (1) de onde (2) fez o que (4) pra quem (3).
Algumas terminações de casos desapareceram no decorrer da história da língua, de tal forma que o artigo serve como real indicador de caso. O genitivo singular e o dativo plural têm terminações muito bem marcadas.
O vocativo (invocação) corresponde formalmente ao nominativo: „Kater, verzieh dich!" "Desaparece, gato!"
Uma alternativa ao genitivo na oralidade e em dialetos é a construção no dativo, geralmente com uma preposição:
- die Freundin meines Vaters → die Freundin von meinem Vater (a namorada/amiga do meu pai);

Ou com a simples substituição de um caso por outro, ou seja, genitivo pelo dativo:
- wegen des Regens → wegen dem Regen (por causa da chuva)

Na norma padrão, no entanto, isso é tido como erro, já que após „wegen" cabe sempre um genitivo ("wegen des Regens"), inclusive com a marcação com um „s" no substantivo, caso seja masculino singular. Caso após wegen esse substantivo esteja desacompanhado de artigo ou atributo, como um adjetivo, a terminação do dativo pode ser suprimida (wegen Umbau geschlossen; raramente: wegen Umbaus geschlossen). O dativo é empregado quando o genitivo não fica claro (wegen manchem). Pronomes pessoais são colocados na frente de wegen (meinet-, deinet-, seinet-, unseret-, euret-, ihretwegen); na linguagem coloquial as formas de pronomes pessoais também são comumente pós-postas (wegen dir, wegen euch, wegen ihnen …). Wegen meiner é como forma arcaizante.
Preposições comuns acompanhadas de genitivo são "dank", "kraft", "aufgrund", etc …
"Dank ihrer Hilfe"

### Artigo
O alemão possui, basicamente, dois tipos de artigos: os definidos e os indefinidos.
Os artigos são declinados de acordo com gênero, número e caso.
O artigo indefinido singular "ein" não possui uma forma no plural como no português, que possui as formas "um" e "uns". Algumas gramáticas, no entanto, apontam "einige" (alguns) como essa suposta forma plural. Uma exceção é a forma "die einen (und) die anderen", que pode ser traduzido como "uns e outros". Note-se, porém, a forma "-en" como terminação junto a "ein". Essa desinência é empregada junto aos atributos de formas plurais. Outro exemplo: "Mit den einen verstand ich mich gut, mit den anderen nicht so" (Com uns eu me entendi bem, com os outros nem tanto)
| Singular   | masculino | feminino | neutro | Plural     | masculino | feminino | neutro |
| Nominativo | der       | die      | das    | Nominativo | die       | die      | die    |
| Genitivo   | des       | der      | des    | Genitivo   | der       | der      | der    |
| Dativo     | dem       | der      | dem    | Dativo     | den       | den      | den    |
| Acusativo  | den       | die      | das    | Acusativo  | die       | die      | die    |
| Singular   | masculino | feminino | neutro |            |           |          |        |
| Nominativo | ein       | eine     | ein    |            |           |          |        |
| Genitivo   | eines     | einer    | eines  |            |           |          |        |
| Dativo     | einem     | einer    | einem  |            |           |          |        |
| Acusativo  | einen     | eine     | ein    |            |           |          |        |

### Substantivos e Classes Flexionais
As regras da flexão alemã são muito sutis, o que dificulta no início o seu aprendizado.  A língua alemã dispõe, dentre outras coisas, do fenômeno da flexão interna. Isso significa que não apenas a terminação muda devido à declinação. (Exemplo: „Baum/Bäume" ou „Haus/Häuser" (Sg./Pl.)).
As classes de flexão alemãs
```
-(e)s, -e    der Berg, des Berg(e)s, die Berge
   Nom.    Acc.    Dat.     Gen.
   -0-     -0-     -(e)     -(e)s
   -e      -e      -en      -e

-(e)s, -er   das Bild, des Bild(e)s, die Bilder
   -0-     -0-     -(e)     -(e)s
   -er     -er     -ern     -er

-(e)s, -en   der Staat, des Staat(e)s, die Staaten
   -0-     -0-     -(e)     -(e)s
   -en     -en     -en      -en

-s, -0-  der Fahrer, des Fahrers, die Fahrer
   -0-     -0-     -0-      -s
   -0-     -0-     -(n)     -0-

-s, -e  der Lehrling, des Lehrlings, die Lehrlinge
   -0-     -0-     -0-      -s
   -e      -e      -en      -e

-s, -s  das Radio, des Radios, die Radios
   -0-     -0-     -0-      -s
   -s      -s      -s       -s

-en, -en  der Student, des Studenten, die Studenten
   -0-     -en     -en      -en
   -en     -en     -en      -en

-0-, -0-  die Mutter, der Mutter, die Mütter
   -0-     -0-     -0-      -0-
   -0-     -0-     -(n)     -0-

-0-, -en  die Meinung, der Meinung, die Meinungen
   -0-     -0-     -0-      -0-
   -en     -en     -en      -en

-0-, -e  die Kraft, der Kraft, die Kräfte
   -0-     -0-     -0-      -0-
   -e      -e      -en      -e

-0-, -s  die Gang, der Gang, die Gangs
   -0-     -0-     -0-      -0-
   -s      -s      -s       -s

-(e)ns, -(e)n  der Name, des Namens, die Namen
   -0-     -(e)n   -(e)n    -(e)ns
   -(e)n   -(e)n   -(e)n    -(e)n
```

### Demais explicações

#### Singular
- No feminino todas as quatro formas do nome nos quatro casos são idênticas. (Vide exemplo a).
- Neutro segue sempre o modelo b (exceto: Herz (coração)).
- Masculino segue um dos modelos b ou c:
- a)     Frau       Frau        Frau      Frau
- b1)    Geist      Geistes     Geist(e)  Geist
- b2)    Segel      Segels      Segel     Segel
- c1)    Löwe       Löwen       Löwen     Löwen
- c2)    Name       Namens      Namen     Namen

#### Plural
Regra geral (Há exceções. A regra geral é válida, no entanto, para cerca de 70 % dos substantivos):
- Substantivos masculinos e neutros constroem o plural com –e + Umlaut (não se trata apenas de trema, mas sim de uma mudança fonética no interior do radical da palavra): „Dinge", „Bäume", „Substantive". (coisas, árvores e substantivos, respectivamente).
- No feminino constrói- se o plural com -(e)n: „Frauen".

Regra adicional:
- Algumas formas masculinas/neutras constroem o plural com -(e)n: „Bären".
- Algumas formas masculinas/neutras constroem o plural com -(e)r (+ Umlaut): „Kinder", „Männer".
- Algumas formas masculinas, ou mesmo neutras, formam o plural em "-e" + Umlaut: „Söhne".
- Algumas formas do feminino formam o plural em -e (+ Umlaut): „Bänke".
- Masculina/Neutra em -el, -en, -er, -lein oder -chen permanecem sem terminação no plural: „Wagen", „Lehrer".

Palavras estrangeiras e vocabulário técnico que vêm do latim ou do grego formam o plural em consonância com a língua de origem:
- Visum, Visa, mas também Visen
- Virus, Viren
- Atlas, Atlanten, mas também Atlasse
- Pizza, Pizzen

Há também palavras nas quais ocorrem duas formas plurais, nas quais os significados de ambas se diferem:
- Wort, Worte (Palavras de autor), Wörter (Dicionário)
- Junge, Jungen, Jungs
- Para o dativo, como único caso especialmente marcado, vale o fato de que todos os substantivos que no nominativo plural não terminam em -n ou -s recebem um -n adicional: den Männern, den Löhnen.

## Adjetivos
Adjetivos como atributos encontram-se no alemão fundamentalmente na frente do nome referido e, se for o caso de um nome acompanhado de seu artigo, o adjetivo aparece após o artigo correspondente. Adjetivos predicativos são idênticos ao advérbio em sua forma, ou seja, não recebem nenhuma desinência especial, ao contrário, portanto, dos adjetivos empregados como atributos.

### Flexão dos adjetivos
Geralmente o adjetivo está em congruência com o nome referido. A terminação da flexão não é, no entanto, determinada apenas pelo nome referido, mas sim também pela terminação do artigo.
Quando a terminação do artigo é "fraca", a terminação do adjetivo é "forte", e vice-versa. Alguns artigos empregados em casos específicos podem ter formas idênticas às de outros casos, como o masculino singular e o genitivo plural, por exemplo, sendo ambos "der".
Fundamentalmente temos as seguintes terminações para artigos indefinidos:
| Singular   | masculino | feminino | neutro |
| Nominativo | -er       | -e       | -es    |
| Genitivo   | -en       | -en      | -en    |
| Dativo     | -en       | -en      | -en    |
| Acusativo  | -en       | -e       | -es    |

… e para o artigo definido:
| Singular   | masculino | feminino | neutro | Plural     | masculino | feminino | neutro |
| Nominativo | -e        | -e       | -e     | Nominativo | -en       | -en      | -en    |
| Genitivo   | -en       | -en      | -en    | Genitivo   | -en       | -en      | -en    |
| Dativo     | -en       | -en      | -en    | Dativo     | -en       | -en      | -en    |
| Acusativo  | -en       | -e       | -e     | Acusativo  | -en       | -en      | -en    |

Tais afixos, que aparentemente são idênticos, mas que codificam diferentes características, são conhecidos como Synkretismen, e são caracteristicamente comuns às línguas indo-germânicas.

### Exemplos para adjetivos
Indefinido, Singular
ein großer Mann, eines großen Mannes, einem großen Mann, einen großen Mann (um homem grande [nominativo], de um homem grande, para/a um homem grande, um homem grande [como objeto direto])
eine schöne Frau, einer schönen Frau, einer schönen Frau, eine schöne Frau
ein schweres Buch, eines schweren Buches, einem schweren Buch, ein schweres Buch
Definido, Singular
der große Mann, des großen Mannes, dem großen Mann, den großen Mann
(o homem grande [nominativo], do homem grande, para/ao homem grande, o homem grande [como objeto direto])
die schöne Frau, der schönen Frau, der schönen Frau, die schöne Frau
das schwere Buch, des schweren Buches, dem schweren Buch, das schwere Buch
Definido, Plural
die schweren Bücher, der schweren Bücher, den schweren Büchern, die schweren Bücher
(Os livros pesados [nominativo], dos livros pesados, aos livros pesados, os livros pesados [objeto direto])
Ademais, alguns adjetivos são flexionados por meio de mudança do radical.

### Comparação
O comparativo é formado com o acréscimo do afixo "-er". No caso de alguns adjetivos há, além disso, a flexão do radical. O comparativo é declinado exatamente igual a qualquer adjetivo. 
Exemplo:
- „Dieses neue Buch ist schöner als das alte".
- „Ich möchte mir ein schöneres Buch kaufen.

### Superlativo
O superlativo, forma máxima de comparação, também é declinado como qualquer adjetivo, e forma-se com o acréscimo do afixo "-st":
- „Ich habe das schönste Buch gekauft.

No caso do superlativo empregado como predicativo, ou seja, com um verbo de ligação, segue-se o modelo "am + superlativo declinado"
- „Dieses gelbe Auto ist schön. Dieses blaue ist noch schöner. Aber dieses schwarze Auto ist am schönsten (von allen)"

### Adjetivos Desacompanhados de Nome (substantivo)
Freqüentemente se vê no alemão um uso puramente nominal do adjetivo, sem o nome referido. A sintaxe é, nesse caso, idêntica à estrutura nominal comum, também com respeito à flexão, entretanto, falta o nome. Em vez disso o adjetivo é nominalizado.
Exemplo:
"Der Ältere ist tatsächlich schneller und stabiler als sein Nachfolger."

## Pronomes/demonstrativos
Uma peculiaridade da língua alemã (como por exemplo também da língua grega) é o fato de que se pode empregar não somente um pronome propriamente dito em lugar de nomes, mas também um artigo/demonstrativo.
Exemplos:
- "Der spinnt doch!"
- "Ich habe diesen gekauft."
- "Woher kenne ich die bloß?"

## Verbos
Como em todas as línguas germânicas, a diferença entre verbos fracos e fortes é significativa.
Na conjugação o alemão diferencia três pessoas (1ª pessoa, 2ª pessoa e 3ª pessoa) e dois números (singular e plural). O verbo é conjugado de acordo com cada pronome pessoal.
A língua alemã tende a preferir o uso de verbos auxiliares em detrimento da flexão. Enquanto isso é perfeitamente normal para o passivo e para o futuro, muitos apontam para a queda gradativa dos subjuntivos I e II, ou até mesmo o pretérito.

### Formas verbais
Formas verbais infinitas: não indicam número, nem pessoa. (Singular, Plural)
- Infinitivo (Infinitiv): laufen, tanzen, essen …
- Particípio 1 (Partizip I): laufend, tanzend, essend …
- Particípio 2 (Partizip II): gelaufen, getanzt, gegessen …

Verbo finito → Forma pessoal: a terminação do verbo muda e indica pessoa, número e tempo/modo.
- gingst: 2ª pessoa/sing./pretérito.
- kämen: 1ª ou 3ª perssoa/plural/subjuntivo II

### Formas temporais
O alemão tem os seguintes tempos:
- Presente (para o momento atual da fala: Ich schreibe.)
- Futuro I (próximo: Ich werde schreiben.)
- Perfeito (já executado: Ich habe geschrieben.)
- Futuro II (estará executado no momento futuro determinado: Ich werde morgen geschrieben haben.)
- Subjuntivo I (para o distanciamento do conteúdo daquilo que é dito: Er sagt, sie schreibe das, aber er wisse nicht, ob das stimmt.)
- Subjuntivo II (Especulações: Er sagt, er schriebe das, wenn er Zeit hätte.)
- "Würde-Form", "würde-Umschreibung" ou "Konjunktiv-Ersatzform" , também denominada Subjuntivo III(substitui na língua coloquial os subjuntivos I e II: "Er sagt, sie würde das schreiben, wenn sie Zeit haben würde.")
- Pretérito ( Ich schrieb.) Para Jacob Grimm o pretérito é a única forma temporal genuína que o alemão tem.
- Mais-que-perfeito (Ich hatte ihm geschrieben.)
- Perfeito duplo (forma incomum)(„Ich habe ihm geschrieben gehabt"),
- Pretérito mais-que-perfeito duplo („Ich hatte ihm geschrieben gehabt"; "Ich war zuhause gewesen")
- Futur III („ich werde ihm geschrieben gehabt haben"); o perfeito duplo surgiu na região de língua alemã no sul para expressar uma ideia de anterioridade e é uma noção ainda muito controversa, segundo Helbig e Buscha.

#### Subjuntivo (Konjunktiv)
O subjuntivo I é a forma derivada do presente (er komm-t → er komm-e). É usado mais em textos jornalísticos para o distanciamento do conteúdo expressado (Não fui eu quem disse, mas sim uma outra pessoa.) Grosso modo, supostamente. Exemplo: „Die Bundeskanzlerin sagte, es gebe keine neuen Steuererhöhungen."
O subjuntivo II é a forma derivada do pretérito (kam → käm-e). É utilizado para especulações. O que é formulado no subjuntivo II não é realidade. Eventualmente ocorre ou não. Exemplos: „Hätte ich mehr Geld, hätte ich längst ein Haus."
Na língua falada, as velhas formas do subjuntivo são amplamente substituídas por uma forma com o auxiliar "würde": „er würde kommen" em vez de „er käme", ou se usa simplesmente o indicativo acompanhado de um item lexical que indique a suposição (angeblich, vermutlich, eventuell…)

#### Campos de uso das formas temporais
A forma mais importante é o presente. Como "presente histórico" ela pode substituir o pretérito e o perfeito e até mesmo o futuro I. Nesses casos, há como complemento uma forma adverbial indicativa de tempo.

#### Construção das formas temporais
As formas temporais do passado, pretérito mais-que-perfeito e perfeito são formadas com os verbos auxiliares "haben" ou "sein". O pretérito (Präteritum) é formado no próprio radical da palavra, sem um verbo auxiliar.
As formas do futuro são construídas com o verbo auxiliar "werden".
Pretérito mais-que-perfeito (Plusquamperfekt), futuro II (Futur II) e também o futuro I (Futur I) são efetivamente pouco usados na língua falada. Alguns dialetos não possuem esses tempos. Ao invés disso, alguns dialetos têm formas como Plusplusquamperfekt, algo como um pretérito mais-mais-que-perfeito ou o "perfeito duplo" (por exemplo, "er hat ihn gesehen gehabt") Dialetos do sul da Alemanha não têm pretérito, com exceção dos verbos modais e auxiliares. O baixo alemão, ao contrário, tem as seis formas, dentre as quais as formas futuras são formadas com "sollen" (em baixo alemão: süllen, sküllen ou schallen).
O subjuntivo II é construído a partir da forma pretérita do verbo. Verbos fortes recebem Umlaut (mudança no radical) (ich tue etwas – ich tat etwas – ich täte etwas). No entanto, há também casos nos quais a forma pretérita e a forma do subjuntivo são idênticas (ich sage etwas – ich sagte etwas – ich sagte etwas). Para esses casos costuma-se empregar uma forma com "würde" + infinitivo para marcar o subjuntivo (ich würde sagen). O subjuntivo I se deduz do infinitivo do verbo. O radical da palavra não muda, sendo a ele acrescentado, geralmente, o afixo "-e" no caso do presente  (er sieht etwas – er sehe etwas). O subjuntivo I coincide em muitos casos com o indicativo. Então se utiliza o subjuntivo II ou uma forma com "würde".
Na 1ª pessoa do plural do presente, por exemplo, a forma do subjuntivo I coincide com o infinitivo. Então se emprega o subjuntivo II ou a forma com "würde"
(Er sagt, wir sehen uns morgen/wir sähen uns morgen/wir würden uns morgen sehen)

#### Forma Passiva
A passividade na língua alemã é feita de forma interessante. Grosseiramente pode-se diferenciar o passivo em duas formas:
- Vorgangspassiv (VP)
- Zustandspassiv (ZP)

Vorgangspassiv exige sempre uma forma ativa. Ora, o passivo se constrói transformando-se o objeto em sujeito paciente e o sujeito em agente da passiva.
Vorgangspassiv
- Ich werde gesehen (presente)
- Ich wurde gesehen (pretérito)
- Ich bin gesehen worden (perfeito)
- Ich war gesehen worden (mais-que-perfeito)
- Ich werde gesehen werden (futuro I)
- Ich werde gesehen worden sein. (futuro II)

Há casos, no entanto, que não encontram correspondentes diretos no português:
- In der Werkstatt wird gefeiert
- Es wird getanzt.

Zustandspassiv é uma forma passiva estática e não deve ser confundida com o Vorgangspassiv na sua forma do perfeito (Ich bin gesehen worden). É construído com o verbo "sein".
- Die Tür ist geöffnet (presente)
- Die Tür war geöffnet (pretérito)
- Die Tür ist geöffnet gewesen (perfeito)
- Die Tür war geöffnet gewesen (mais-que-perfeito)
- Die Tür wird geöffnet sein (futuro I)
- Die Tür wird geöffnet gewesen sein (futuro II)

Rezipientenpassiv / Bekommen-Passiv (passivo-bekommen)
- Er bekommt das Buch weggenommen (presente)
- Er bekam das Buch weggenommen (pretérito)

Na oralidade também aparecem construções com „kriegen"

### Modo
Em alemão existem os seguintes modos:
- o indicativo: "Paul kommt"
- o subjuntivo, que distingue entre:
  - Subjuntivo I (não factível, freqüentemente com distanciamento quem profere a frase e o conteúdo do que é dito: „Er sagte, sie habe das geschrieben, aber er wisse nicht, ob das stimmt."; „Sage er Paula Folgendes…")
  - Subjuntivo II (possível, irreal, desejado, freqüentemente uma especulação: „Wenn ich der Kaiser wäre…")
  - Há a forma substitutiva „würde": „Er sagte, sie/er würde das geschrieben haben, wenn…"; „Er fragt sie höflich, ob es ihr etwas ausmachen würde, ihm etwas Geld zu leihen"; „Im Geiste stellt er sich oft vor, er würde fliegen können.; „Das würdest du wirklich für mich tun?"
- e o imperativo: „Paul, komm!"

## Advérbios e Predicativos
No alemão os advérbios são formados por meio da forma básica do adjetivo, ou seja, sem nenhuma desinência. Uma exceção raramente usada é o advérbio wohl pelo adjetivo gut (das ist wohl getan, ich befinde mich wohl).

## Sintaxe
Diferentemente do inglês (sujeito-predicado-verbo), por exemplo, o posicionamento de elementos na frase alemã é relativamente livre.

### Inversão
Na frase afirmativa alemã nos confrontamos com a inversão. Assim se encontra o sujeito após o verbo finito quando um objeto, um elemento de função adverbial ou uma parte não integrante da oração é empregada no começo da frase. Razão para isso é o fato de o verbo finito sempre ser empregado na segunda posição.
Para a seqüência vale a tendência do elemento temporal anterior ao lugar.
- „Das Haus hast du abgebrannt!"
- „In jeder Lüge schlummert ein bisschen Wahrheit."
- „Verloren ist die Schönheit der Jugend!"
- „Gestern ging der Junge nach seiner Krankheit zum ersten Mal wieder in die Schule."
- „Gestern ist in Köln ein Zug entgleist."

### Em português
- Aprender Alemão, da Deutsche Welle
- Instituto Steiger
- Verbos conjugados em alemão

### Em alemão
- GRAMMIS Sistema de Informações Online para a gramática alemã, baseada - em partes - na 'Grammatik der deutschen Sprache de Zifonun/Hoffmann/Strecker et al., 1997
- Pequena Gramática Escolar Alemã
- Canoo.net: Gramática Alemã e Dicionários
- Gramática Alemã
- Gramática Alemã curta e concisa, em alemão, com exemplos
- Banco de Dados Bibliográfico para a Gramática Alemã
- Gramática Alemã
- Material de exercícios para o alemão como língua estrangeira